# Senots
Senots est une commune française située dans le département de l'Oise, en région Hauts-de-France.

## Géographie

### Description
Senots est un petit village situé au sud-ouest de l'Oise en Picardie.
Trois cents habitants y résident, sur une superficie de 625 hectares (soit 49,1 hab./km2).
Villes à proximité de Senots : Méru, située au sud-est de la commune à 12,4 km ; Beauvais, située au nord-est de la commune à 22,8 km.

### Communes limitrophes
| Bachivillers     | Fresneaux-Montchevreuil Pouilly | Montherlant              |
|                  | Senots                          | Saint-Crépin-Ibouvillers |
| Fresne-Léguillon | Ivry-le-Temple                  |                          |

### Hydrographie
La commune est située dans le bassin Seine-Normandie. Elle est drainée par le ru du Mesnil, le ru de Pouilly,,.
Le ru du Mesnil, d'une longueur de 11 km, prend sa source dans la commune de Le Mesnil-Théribus et se jette  dans la Troesne à Fleury, après avoir traversé cinq communes.

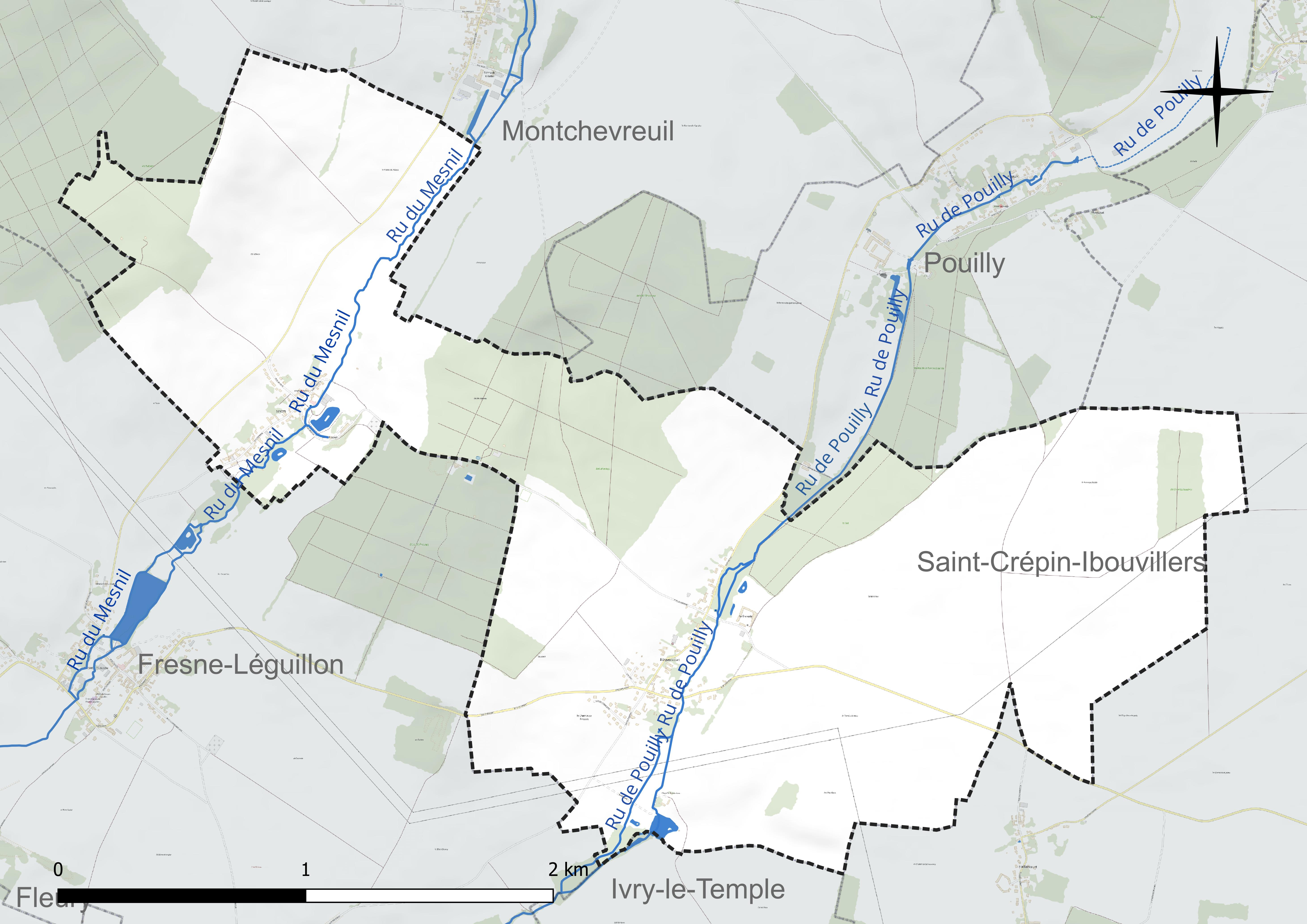
Réseau hydrographique de Senots.

### Climat
Pour des articles plus généraux, voir Climat des Hauts-de-France et Climat de l'Oise.
En 2010, le climat de la commune est de type climat océanique dégradé des plaines du Centre et du Nord, selon une étude du CNRS s'appuyant sur une série de données couvrant la période 1971-2000. En 2020, Météo-France publie une typologie des climats de la France métropolitaine dans laquelle la commune est exposée à un climat océanique et est dans la région climatique  Sud-ouest du bassin Parisien, caractérisée par une faible pluviométrie, notamment au printemps (120 à 150 mm) et un hiver froid (3,5 °C).
Pour la période 1971-2000, la température annuelle moyenne est de 10,4 °C, avec une amplitude thermique annuelle de 14,5 °C. Le cumul annuel moyen de précipitations est de 730 mm, avec 11,4 jours de précipitations en janvier et 8,2 jours en juillet. Pour la période 1991-2020, la température moyenne annuelle observée sur la station météorologique la plus proche, située sur la commune de Jaméricourt à 9 km à vol d'oiseau, est de 11,0 °C et le cumul annuel moyen de précipitations est de 695,7 mm,. Pour l'avenir, les paramètres climatiques de la commune estimés pour 2050 selon différents scénarios d'émission de gaz à effet de serre sont consultables sur un site dédié publié par Météo-France en novembre 2022.

## Urbanisme

### Typologie
Au 1er janvier 2024, Senots est catégorisée commune rurale à habitat dispersé, selon la nouvelle grille communale de densité à sept niveaux définie par l'Insee en 2022.
Elle est située hors unité urbaine. Par ailleurs la commune fait partie de l'aire d'attraction de Paris, dont elle est une commune de la couronne,.

### Occupation des sols
L'occupation des sols de la commune, telle qu'elle ressort de la base de données européenne d'occupation biophysique des sols Corine Land Cover (CLC), est marquée par l'importance des territoires agricoles (83,9 % en 2018), une proportion sensiblement équivalente à celle de 1990 (83,5 %). La répartition détaillée en 2018 est la suivante : 
terres arables (74,1 %), forêts (16,1 %), zones agricoles hétérogènes (6,2 %), prairies (3,5 %). L'évolution de l'occupation des sols de la commune et de ses infrastructures peut être observée sur les différentes représentations cartographiques du territoire : la carte de Cassini (XVIIIe siècle), la carte d'état-major (1820-1866) et les cartes ou photos aériennes de l'IGN pour la période actuelle (1950 à aujourd'hui).

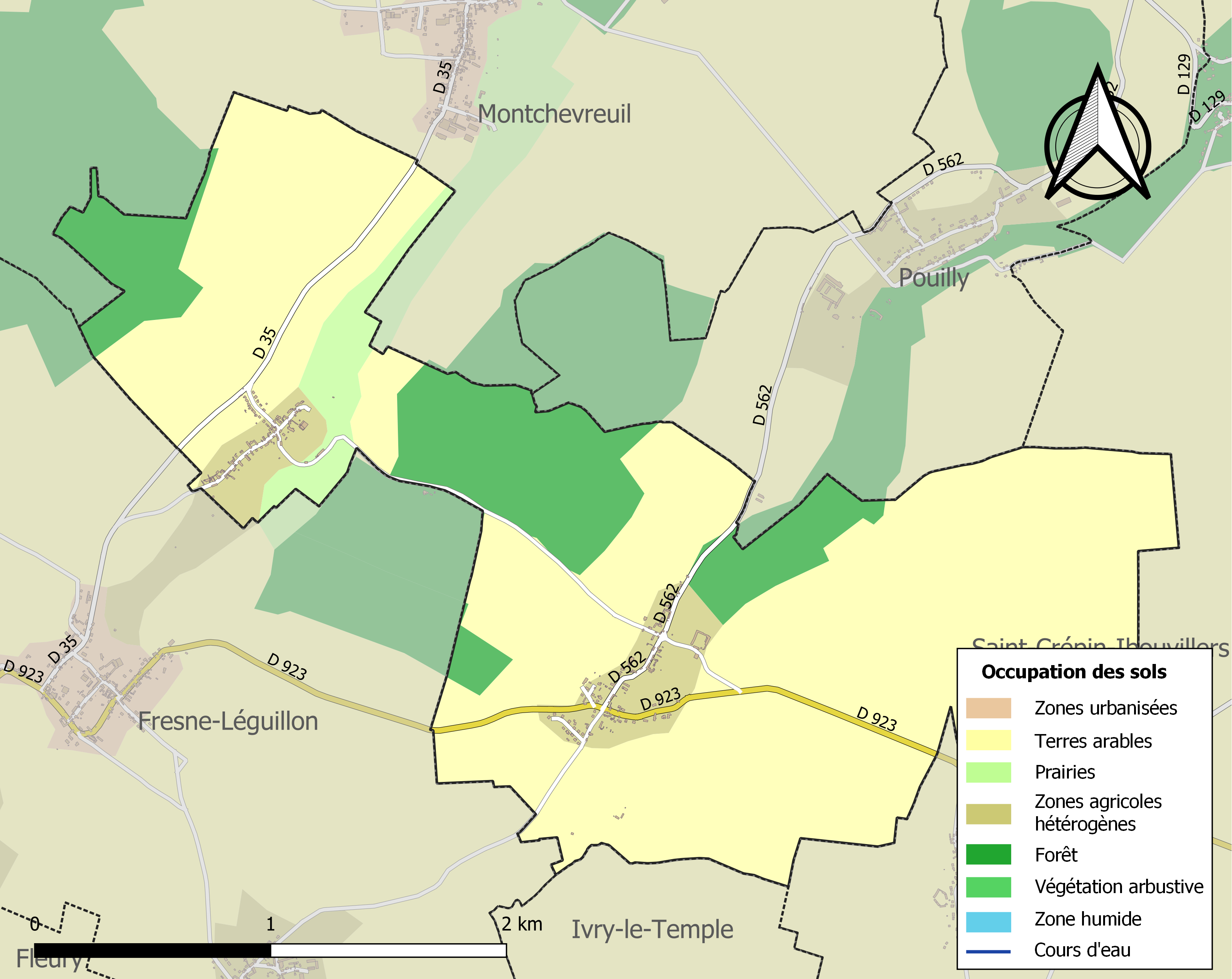
Carte des infrastructures et de l'occupation des sols de la commune en 2018 (CLC).

### Voies de communication et transports
La commune est desservie, en 2023, par les lignes 617, 6105, 6121 et 6131 du réseau interurbain de l'Oise.

## Toponymie
Le nom de la localité est mentionné sous les formes Seneofh en 1093, Sennooz en 1112, peut-être du nom gaulois Senos avec le suffixe pré-celtique oscum, plus probablement du germanique Senevold (au pluriel)[réf. nécessaire].

## Politique et administration

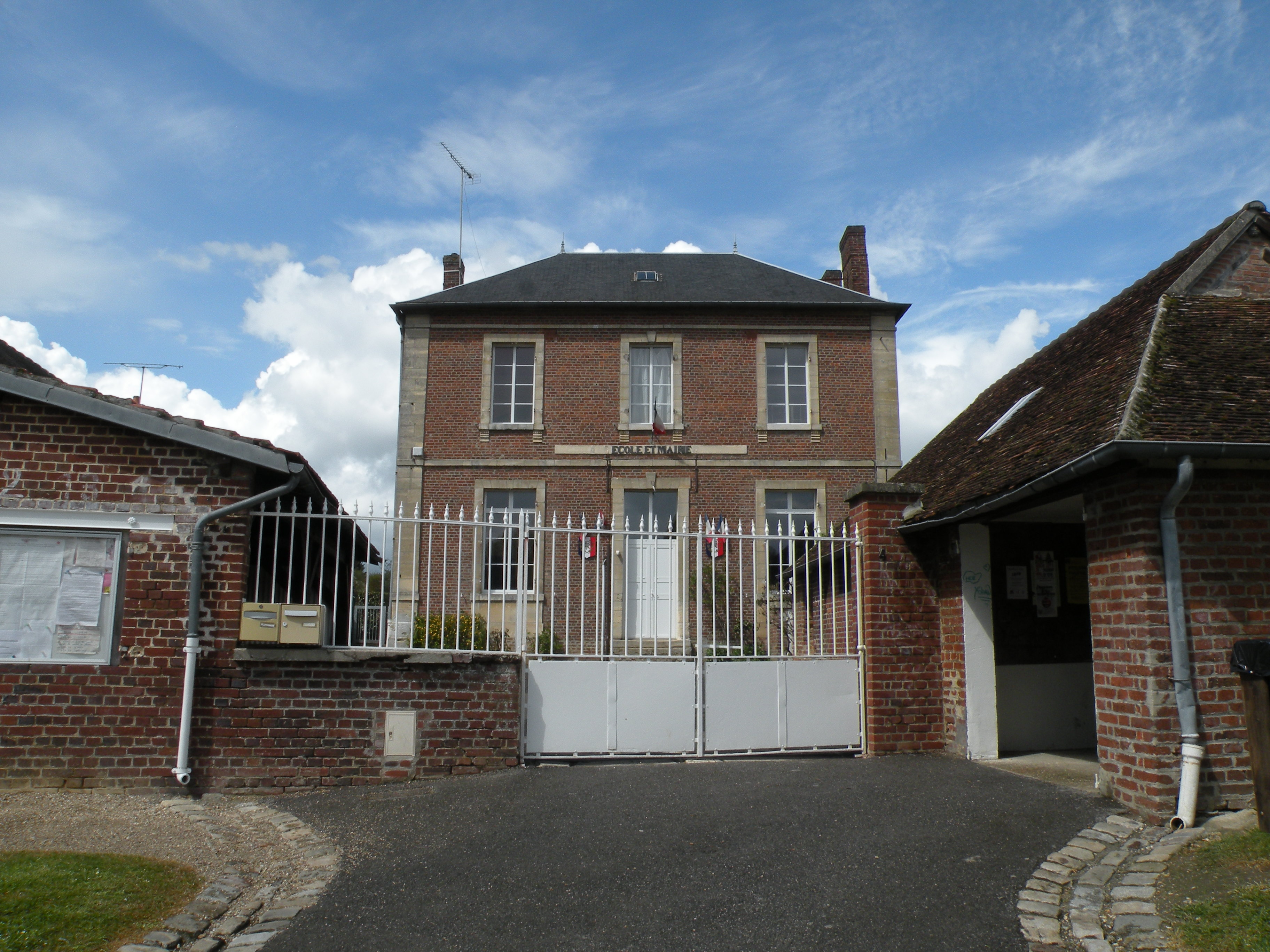
La mairie.

### Rattachements administratifs et électoraux
La commune se trouve  dans l'arrondissement de Beauvais du département de l'Oise. Pour l'élection des députés, elle fait partie depuis 1988 de la deuxième circonscription de l'Oise.
Elle fait partie depuis 1801 du canton de Chaumont-en-Vexin. Dans le cadre du redécoupage cantonal de 2014 en France, ce canton, dont la commune est toujours membre, est modifié, passant de 37 à 73  communes.

### Intercommunalité
La commune est membre de la communauté de communes du Vexin-Thelle, créée en 2000.

### Liste des maires
| Période                                  | Période                      | Identité        | Étiquette | Qualité |
| ---------------------------------------- | ---------------------------- | --------------- | --------- | --- |
| Les données manquantes sont à compléter. |                              |                 |           | |
| mars 2001                                | février 2018                 | Gérard Lemaitre | UMP       | Conseiller général de Chaumont-en-Vexin (2004 → 2015), président de la CC du Vexin Thelle (2001 → 2017) Démissionnaire à la suite de son déménagement |
| février 2018                             | En cours (au 9 février 2018) | Carole Gautier  | SE        | Comptable |

## Population et société

### Démographie

#### Évolution démographique
L'évolution du nombre d'habitants est connue à travers les recensements de la population effectués dans la commune depuis 1793. Pour les communes de moins de 10 000 habitants, une enquête de recensement portant sur toute la population est réalisée tous les cinq ans, les populations de référence des années intermédiaires étant quant à elles estimées par interpolation ou extrapolation. Pour la commune, le premier recensement exhaustif entrant dans le cadre du nouveau dispositif a été réalisé en 2004.

En 2022, la commune comptait 351 habitants, en évolution de +4,15 % par rapport à 2016 (Oise : +0,87 %, France hors Mayotte : +2,11 %).
| 1793 | 1800 | 1806 | 1821 | 1831 | 1836 | 1841 | 1846 | 1851 |
| ---- | ---- | ---- | ---- | ---- | ---- | ---- | ---- | ---- |
| 226  | 235  | 227  | 219  | 249  | 265  | 258  | 248  | 235  |

| 1856 | 1861 | 1866 | 1872 | 1876 | 1881 | 1886 | 1891 | 1896 |
| ---- | ---- | ---- | ---- | ---- | ---- | ---- | ---- | ---- |
| 239  | 228  | 201  | 219  | 207  | 233  | 207  | 230  | 242  |

| 1901 | 1906 | 1911 | 1921 | 1926 | 1931 | 1936 | 1946 | 1954 |
| ---- | ---- | ---- | ---- | ---- | ---- | ---- | ---- | ---- |
| 221  | 204  | 220  | 191  | 171  | 158  | 157  | 148  | 164  |

| 1962 | 1968 | 1975 | 1982 | 1990 | 1999 | 2004 | 2006 | 2009 |
| ---- | ---- | ---- | ---- | ---- | ---- | ---- | ---- | ---- |
| 154  | 144  | 142  | 208  | 251  | 275  | 307  | 300  | 325  |

| 2014 | 2019 | 2022 | - | - | - | - | - | - |
| ---- | ---- | ---- | - | - | - | - | - | - |
| 333  | 344  | 351  | - | - | - | - | - | - |

#### Pyramide des âges
La population de la commune est relativement jeune.
En 2018, le taux de personnes d'un âge inférieur à 30 ans s'élève à 39,0 %, soit au-dessus de la moyenne départementale (37,3 %). À l'inverse, le taux de personnes d'âge supérieur à 60 ans est de 20,4 % la même année, alors qu'il est de 22,8 % au niveau départemental.
En 2018, la commune comptait 165 hommes pour 181 femmes, soit un taux de 52,31 % de femmes, légèrement supérieur au taux départemental (51,11 %).
Les pyramides des âges de la commune et du département s'établissent comme suit.
| Hommes | Classe d’âge | Femmes |
| ------ | ------------ | ------ |
| 0,6    | 90 ou +      | 0,0    |
| 3,0    | 75-89 ans    | 3,9    |
| 17,7   | 60-74 ans    | 15,6   |
| 18,3   | 45-59 ans    | 15,6   |
| 22,0   | 30-44 ans    | 25,6   |
| 16,5   | 15-29 ans    | 14,4   |
| 22,0   | 0-14 ans     | 25,0   |

| Hommes | Classe d’âge | Femmes |
| ------ | ------------ | ------ |
| 0,5    | 90 ou +      | 1,4    |
| 5,5    | 75-89 ans    | 7,6    |
| 15,6   | 60-74 ans    | 16,3   |
| 20,8   | 45-59 ans    | 20     |
| 19,4   | 30-44 ans    | 19,4   |
| 17,6   | 15-29 ans    | 16,2   |
| 20,6   | 0-14 ans     | 19,1   |

## Culture locale et patrimoine

### Lieux et monuments
- L'église[21].

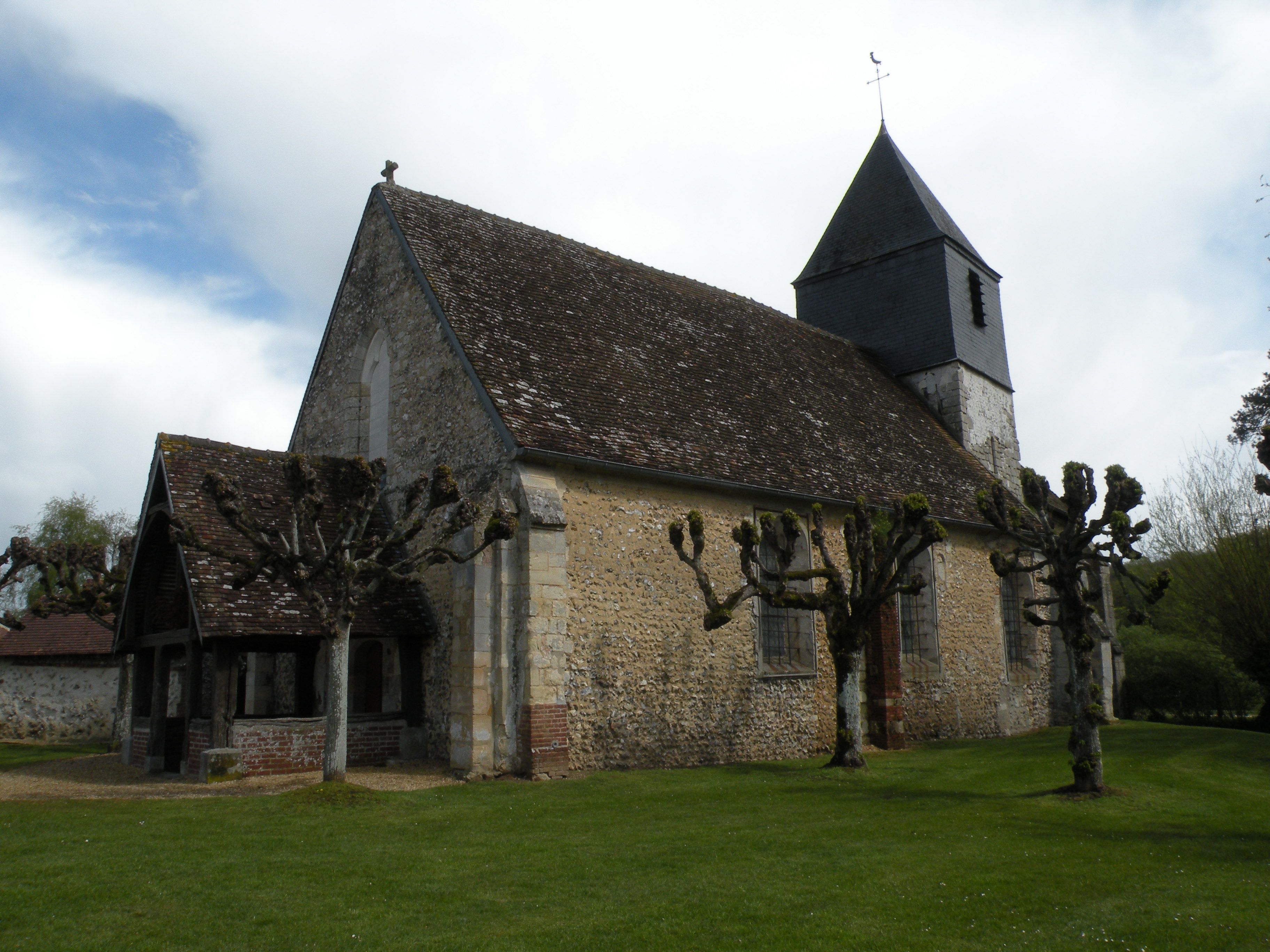
L'église.
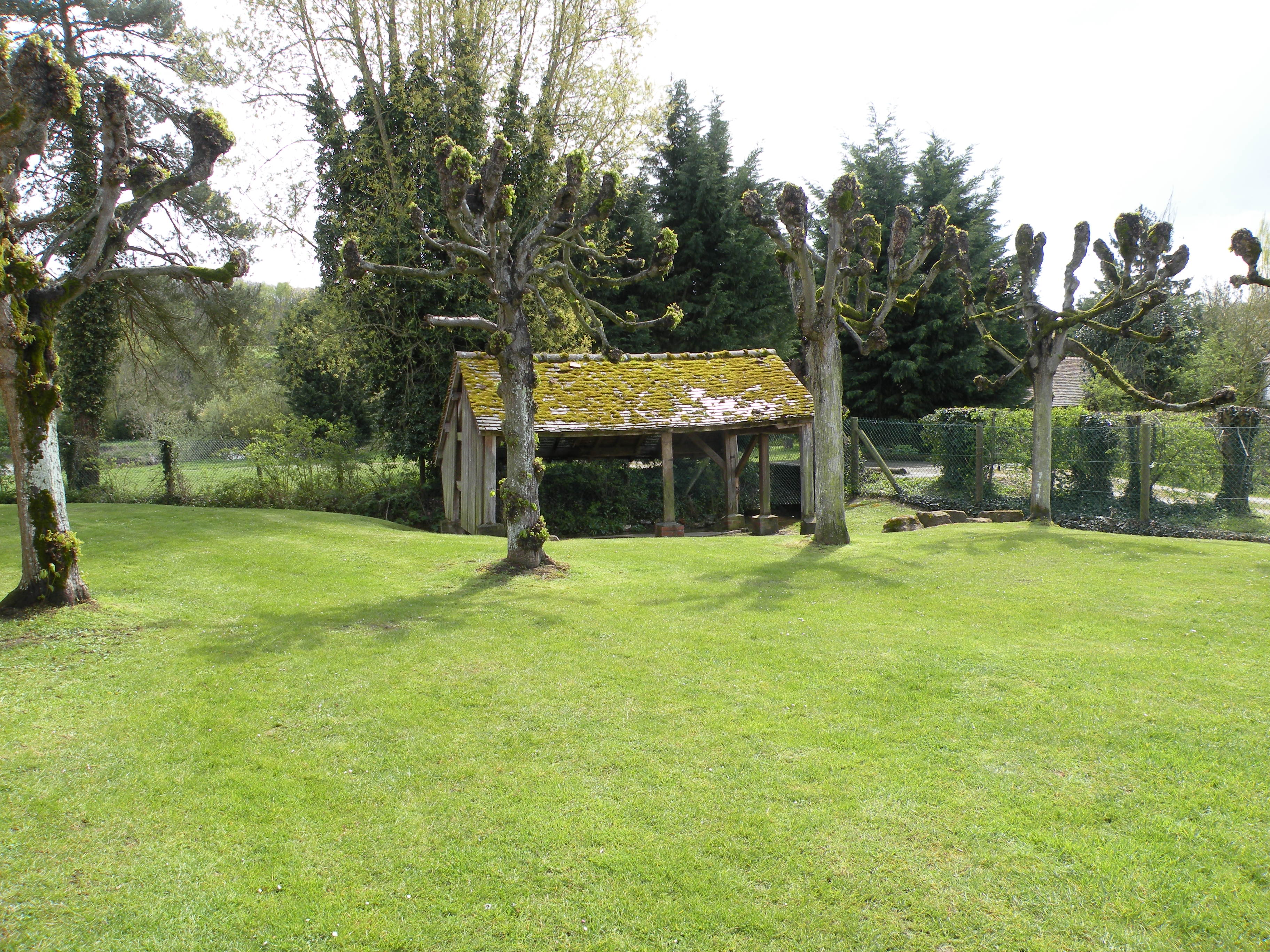
Le lavoir.

### Héraldique
|  | Les armes de la commune se blasonnent ainsi : Parti : au premier d'argent à la croix de gueules chargée d'un cœur d'or, au second burelé d'argent et de gueules de dix pièces ; à la vergette ondée d'azur brochant sur la partition ; au lion de sablée armé lampassé et couronné de gueules brochant sur la burelé et sur la vergette. |